# Mlýn v Ostružné
Mlýn v Ostružné je bývalý vodní mlýn v okrese Jeseník, který stojí na levém břehu potoka Ostružinka před jeho soutokem s říčkou Branná.

## Historie
Vodní mlýn je označen na císařských povinných otiscích stabilního katastru z roku 1840 a uveden pod parcelním číslem 96. Roku 1930 jej vlastnil Arnošt Hollunder; k tomu roku je u mlýna uváděna elektrárna. Později byl objekt značně přestavěn.

## Popis
Mlýnice a dům jsou pod jednou střechou, ale dispozičně oddělené. Budova je zděná, jednopatrová. Voda k mlýnu vedla náhonem a do potoka se vracela odtokovým kanálem, který je dochován. V roce 1930 měl mlýn jedno kolo na vrchní vodu, spád 4,25 metru a výkon 4,2 HP.